# Альянса Атлетико
«Алья́нса Атле́тико» (исп. Alianza Atlético) — перуанский футбольный клуб из города Сульяна.

## История
Основан 18 января 1920 года.
В 1984 году впервые приняла участие в розыгрыше Кубка Перу — турнира, который несмотря на своё название, фактически является турниром для попадания в элиту клубов второго эшелона Перу (с раундом плей-офф). В том году клуб занял второе место в Кубке Перу, а в 1987 году смог квалифицироваться в Примеру через дополнительный турнир.
С 1988 года команда стала постоянным участником Примеры Перу. Длительное время это был единственный клуб в Примере, который не представлял административный центр своего региона.
В 1994 году «Альянса Атлетико» была близка к попаданию в Кубок Либертадорес, однако уступила в дополнительном матче за право представлять страну в самом престижном клубном турнире клубу «Спортинг Кристал».
Трижды клуб из Сульяны принимал участие в Южноамериканском кубке — в розыгрышах 2004, 2005 и 2009. Во всех трёх случаях «Альянса Атлетико» проходила одну команду, но оступалась на втором сопернике (в разные годы это были различные стадии турнира, в первые два раза это не позволяло пройти квалификационный раунд, а в 2009 году «Альянса Атлетико» вышла в 1/8 финала турнира).
По итогам сезона 2011, после 23 лет пребывания в Примере, «Альянса Атлетико» вылетела во Второй дивизион, заняв 15-е место в чемпионате. В 2014 году ФИФА выпустила Резолюцию, согласно которой «Альянса Атлетико» должна принять участие в Примере Перу 2015 года. Решение было принято из-за многочисленных нарушений, вследствие которых «Альянса Атлетико» лишилась места в Примере в 2011 году. По итогам 2017 года «Альянса Атлетико» вновь вылетела в Сегунду.

## Достижения
- Победитель Второго дивизиона (1): 2020
- Финалист Кубка Перу (аналог второго дивизиона) (1): 1984